# 成田凌
成田凌（日语：／ Narita Ryō，1993年11月22日—），日本男演員、模特兒，出生於埼玉縣，隸屬於Sony Music Artists。

## 經歷
成田2013年開始在《MEN'S NON-NO》擔任專屬模特兒，2014年在電視劇《FLASHBACK》與高梨臨共同主演而開展演員生涯。

## 人物
興趣是室內五人制足球和攝影。擁有美容師執照。浦和紅鑽的球迷。

## 出演

### 電視劇
- FLASHBACK（2014年，富士電視台NEXT）：飾 加加美稜真（主演）
- 學校的階梯（2015年，日本電視台）：飾 大倉陸
- She（2015年，富士電視台）：飾 村岡晴人
- 午餐的敦子（2015年，NHK BS Premium）：飾 笹山隆一郎
- 醜男與野獸（2015年，富士電視台）：飾 北原颯佑
- Summer Stalker Blues（2015年，富士電視台）：飾 マサヒコ
- 總有一天要在第凡內吃早餐（2015年－2016年，日本電視台）：飾 峰田雄一
- 愛吃拉麵的小泉同學2016新春SP（2016年，富士電視台）：飾 鳴門光圀
- 陷入愛情（2016年，NHK BS Premium）：飾 佐伯龍
- 月薪嬌妻（2016年10月，TBS）：飾 梅原夏樹
- 大貧乏（2017年1月，富士電視台）：飾 加瀨春木
- 人100%靠外表（2017年4月，富士電視台）：飾 榊圭一
- code Blue3（2017年7月17日－9月18日，富士電視台）：飾 灰谷俊平
- 另一個戰場 特別篇（2018年7月28日，富士電視台）（主演）
- 笑天家（2017年10月2日－2018年3月31日，日本廣播協會）：飾 北村隼也
- 海螺小姐（2019年11月24日，富士電視台）：飾 河豚田鱈男
- 秋刀魚我哭的那天（2019年12月1日、日本テレビ）：飾 明石家秋刀魚（主演）
- 絕對不在場證明（2020年2月1日－2020年3月14日，朝日電視台）：飾 渡海雄馬
- 默默奉獻的灰姑娘（2020年7月16日－9月24日，富士電視台）：飾 小野塚綾
- 小女侍（2020年11月30日－2021年5月14日，日本廣播協會）：飾 天海一平
- 月薪嬌妻「加油吧人類！新春特別篇！！」（2021年1月2日）：飾 梅原夏樹
- 逃亡醫F（2022年1月15日－3月17日，日本電視台）：飾 藤木圭介（主演）
- 有首歌想給你聽（2022年5月20日配信，Hulu）：飾 荻野智史（主演）
- 東京摩登情愛「我冬眠的妻子」（2022年10月21日，Amazon Prime）：飾 鹽田健吾（主演）
- 廚房革命 第2集（2023年3月26日，朝日電視台）：飾 本郷義彥
- 轉職魔王（2023年7月17日－9月25日，關西電視台・富士電視台）：飾 來栖嵐（主演）
- OZU ～小津安二郎描繪的故事～ 第4集「淑女與鬍子」（2023年12月3日，WOWOW）：岡嶋（主演）
- 絕對不在場證明 特別篇（2024年4月6日，朝日電視台）：飾 渡海雄馬
- 如積雪般的永寂（2024年7月7日－9月8日，讀賣電視台・日本電視台）：飾 冴木仁（主演）
- 【我推的孩子】（2024年11月28日－12月5日，Amazon Prime Video）：飾 雨宮吾郎
- 誰看見了孔雀在跳舞？（2025年1月24日－3月28日，TBS）：飾 遠藤友哉
- 初戀DOGs（2025年7月1日－，TBS）：飾 白崎快[1]

### 電影
- 不能飛的小鳥和旋轉木馬（2015年，SPOTTED PRODUCTIONS）：飾 島崎江波
- 殘穢：被詛咒的房間（2016年，松竹）：飾 山本
- L（2016年，東宝）：飾 麵包師傅
- 奇蹟～那一天的素人（2017年，東映）：飾 92
- 原本以為只是手機掉了（2018年，東宝）：飾浦野
- 吉娃娃羅曼死（2019年1月18日）
- 再見了，唇（日语：さよならくちびる）（2019年，GAGA）：飾 志摩
- 王牌辯士（日语：カツベン！）（2019年）：飾 染谷俊太郎
- 人間失格：太宰治和三個女人們（日语：人間失格 太宰治と3人の女たち）（2019年）：飾 佐倉潤一
- 愛在末路之境（2020年）：飾 今之瀨涉
- 異變者（2021年，Netflix）：飾 伊藤學
- 老師！你會不會談戀愛（日语：まともじゃないのは君も一緒）（2021年）：飾 大野康臣
- 雨中的慾望（日语：雨の中の慾情）（2024年）：飾 義男（主演）
- 【我推的孩子】-The Final Act-（2024年）：飾 雨宮吾郎
- 迷宮裡的魔術師（日语：ブラック・ショーマンと名もなき町の殺人#映画）（2025年）：飾 釘宮克樹

### 配音
- ONE PIECE FILM GOLD（2016年）：飾 卡布
- 你的名字。（2016年）：飾 敕使河原克彥
- 龍與雀斑公主（2021年）：飾 久武忍

### 音樂錄影帶
- Silent Siren《八月之夜》（2015年）
- 片平里菜《誰にだってシンデレラストーリー》（2015年）
- CHARAN-PO-RANTAN《進め、たまに逃げても》（2016年）

### 遊戲
- 三田村英二《人中之龍8》（2024年）

## 書籍

### 雑誌
- MEN'S NON-NO（2013年－，集英社）

## 獎項
| 年份   | 名稱                 | 獎項     | 作品                                                         | 結果 |
| ------ | -------------------- | -------- | ------------------------------------------------------------ | ---- |
| 2020年 | 第44回報知電影獎     | 男配角獎 | 愛情是什麼、再見了，唇、吉娃娃羅曼死                         | 獲獎 |
| 2020年 | 第41回橫濱電影節     | 男配角獎 | 愛情是什麼、再見了，唇                                       | 獲獎 |
| 2020年 | 第62回藍絲帶獎       | 男主角獎 | 王牌辯士                                                     | 提名 |
| 2020年 | 第62回藍絲帶獎       | 男配角獎 | 愛情是什麼、再見了，唇、吉娃娃羅曼死、飛翔吧！埼玉、人間失格 | 提名 |
| 2020年 | 第74回每日電影獎     | 男主角獎 | 王牌辯士                                                     | 獲獎 |
| 2020年 | 第93回電影旬報十佳獎 | 男配角獎 | 愛情是什麼、再見了，唇、吉娃娃羅曼死、飛翔吧！埼玉、人間失格 | 獲獎 |
| 2021年 | 第63回藍絲帶獎       | 男配角獎 | 愛在末路之境、線、原本以為只是手機掉了2                      | 獲獎 |
| 2021年 | 第75回每日電影獎     | 男配角獎 | 愛在末路之境                                                 | 提名 |
| 2021年 | 第44回日本電影學院獎 | 男配角獎 | 愛在末路之境                                                 | 提名 |

## 外部連結
- 成田凌 | Sony Music Artists （页面存档备份，存于）
- 成田凌的Instagram帳戶
- 成田凌 - MEN'S NON-NO （页面存档备份，存于）

1. ↑  . ORICON NEWS. 2025-05-07  [2025-05-07]. （原始内容存档于2025-05-07） （日语）.